# Isaac Reed (Politiker)
Isaac Reed (* 22. August 1809 in Waldoboro, Massachusetts; † 19. September 1887 ebenda) war ein US-amerikanischer Politiker. Zwischen 1852 und 1853 vertrat er den Bundesstaat Maine im US-Repräsentantenhaus.

## Werdegang
Isaac Reed wurde 1809 in Waldoboro geboren, das damals noch zu Massachusetts gehörte und seit 1820 ein Teil von Maine ist. Er wurde auf ein Studium an der Bloomfield Academy vorbereitet, zog es aber vor, im Schiffbau zu arbeiten. Außerdem stieg er in das Bankgeschäft ein. Zwischen 1836 und 1838 war er Ratsschreiber (Town Clerk) in Waldoboro.
Reed war Mitglied der Whig Party. In den Jahren 1839, 1840, 1850 und 1863 saß er im Senat von Maine; 1842, 1843 und 1846 war er jeweils Abgeordneter im Repräsentantenhaus des Staates. Außerdem war er mehrfach Gemeinderat in Waldoboro. Reed gehörte auch dem Landwirtschaftsausschuss von Maine an und war Kurator der staatlichen Nervenheilanstalt.
Im Jahr 1850 kandidierte er erfolglos für den Kongress. Nach dem Tod des Kongressabgeordneten Charles Andrews von der Demokratischen Partei wurde er dann aber im vierten Wahlbezirk von Maine als dessen Nachfolger in das US-Repräsentantenhaus in Washington, D.C. gewählt. Dort trat er 25. Juni 1852 sein neues Mandat an, um die angebrochene Legislaturperiode seines Vorgängers bis zum 3. März 1853 zu beenden.
1854 und 1855 bewarb sich Isaac Reed jeweils erfolglos um das Amt des Gouverneurs von Maine. Im Jahr 1856 amtierte er als Finanzminister (Treasurer) des Staates. Nach der Auflösung seiner Partei in den 1850er Jahren wurde Reed Mitglied der Demokraten. In den Jahren 1870 und 1871 war er nochmals Abgeordneter im Repräsentantenhaus von Maine. Ansonsten war er weiterhin im Schiffbau tätig. Isaac Reed starb am 19. September 1887 in seinem Geburtsort Waldoboro.